# Systenoplacis waruii
Systenoplacis waruii is een spinnensoort in de taxonomische indeling van de mierenjagers (Zodariidae).
Het dier behoort tot het geslacht Systenoplacis. De wetenschappelijke naam van de soort werd voor het eerst geldig gepubliceerd in 2009 door Rudy Jocqué.